# Acenocumarol
Acenocumarol es un anticoagulante, similar a la warfarina, cuyo mecanismo de acción es ser un antagonista de la vitamina K.
Presenta una vida media breve (10 a 24 horas). Su dosis de mantenimiento es de 1 a 8 mg/día.
Es un derivado de la cumarina comercializado con el nombre de Sintrom o Sinthrome.

## Contraindicaciones
- Embarazo.
- Estados patológicos en los que el riesgo de una hemorragia sea mayor que el beneficio clínico posible.
- Ciertos complementos alimentarios, como el Ginkgo biloba o la Hierba de San Juan (unas cuantas plantas, pero esencialmente Hypericum perforatum [3]).[4][5]

## Monitorización y seguimiento del tratamiento
Debido a la variabilidad y la complejidad de la sangre, las dosis y la concentración de acenocumarol están directamente relacionadas con la viscosidad y la composición de la sangre, plaquetas y factores de coagulación entre otros.
En consecuencia, hay un control muy exhaustivo porque hay un margen terapéutico muy estrecho. Es imprescindible y necesario un control diario del paciente para adecuar el fármaco a las necesidades del paciente.
La experiencia en el tratamiento ha hecho que, al estabilizarse el International normalized ratio (INR) en el valor requerido, generalmente entre 2 y 3,  los controles puedan espaciarse por varios días e incluso 3 o 4 semanas.